# Manija

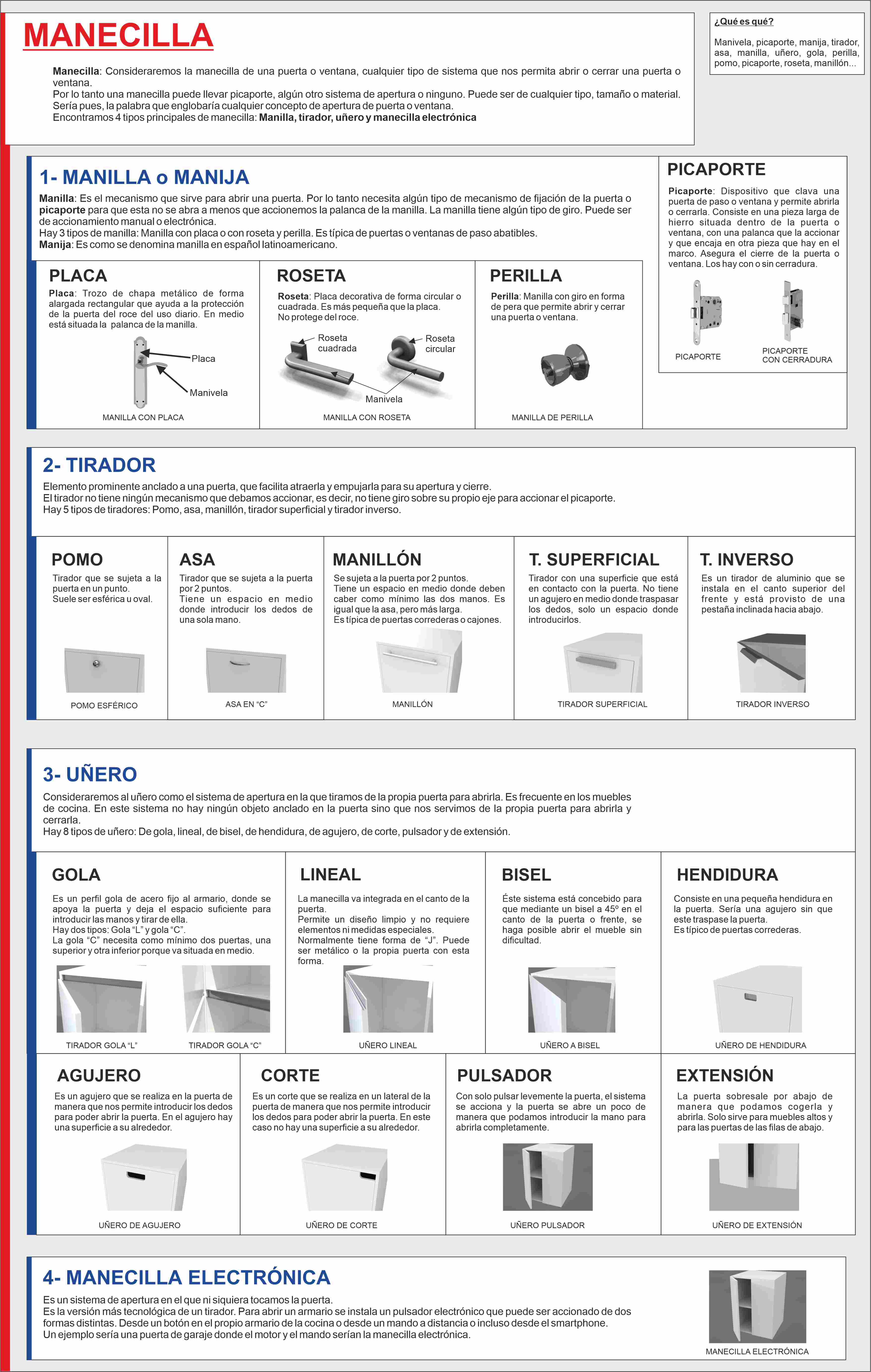

La manija (también llamada tirador, manilla,  manecilla, picaporte, pomo o, en español latinoamericano, perilla) es una palanca pequeña para accionar el pestillo de puertas y ventanas, que sirve también de tirador. Necesita algún tipo de mecanismo de fijación de la puerta o picaporte para que esta no se abra a menos que accionemos la palanca de la manilla. La manilla tiene algún tipo de giro. Puede ser de accionamiento manual o electrónica. 

## Tipos de manijas

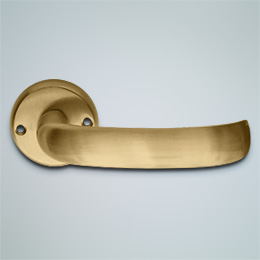
Manija de latón fundido.

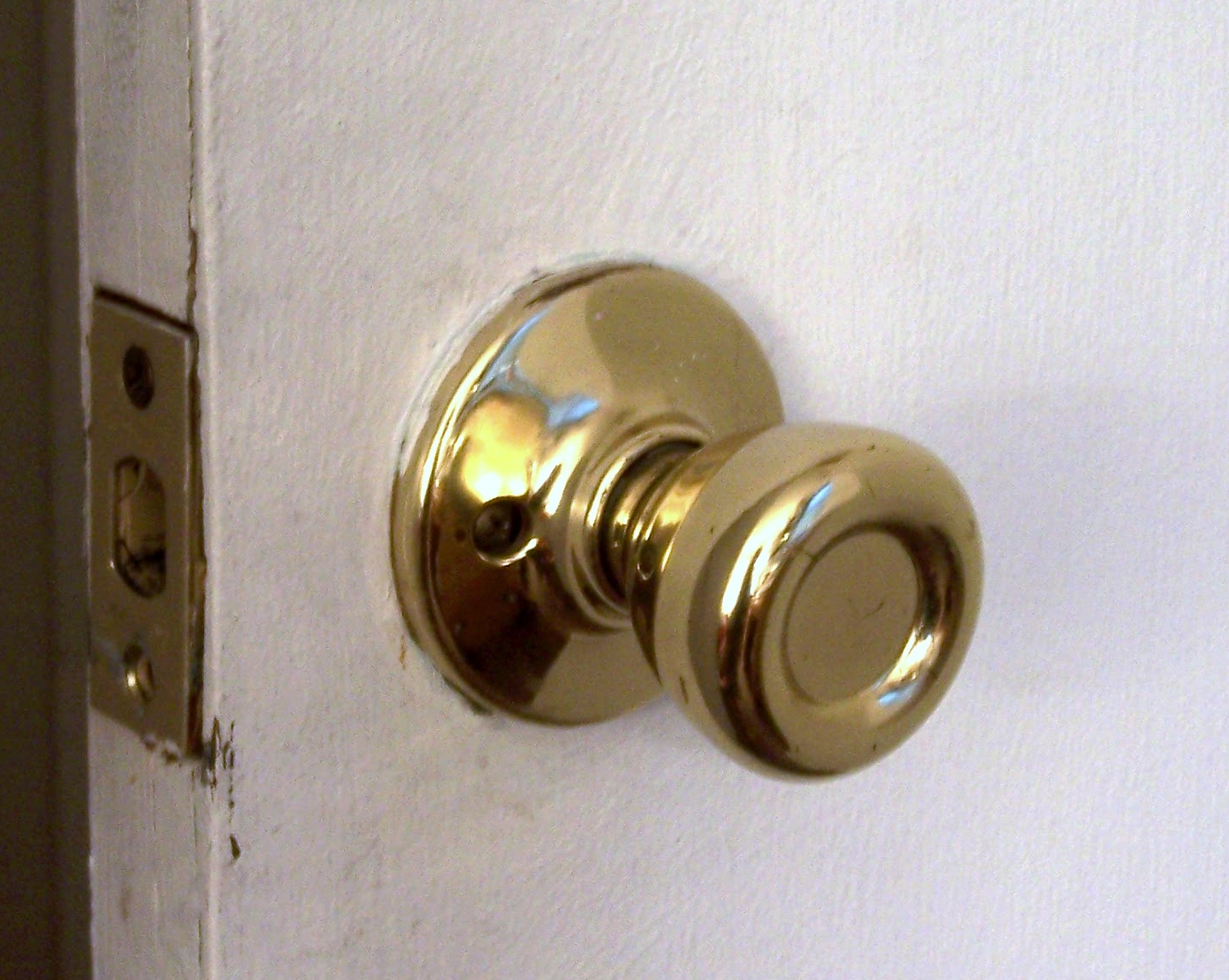
Manija giratoria.

Existen varios modelos, tipos y formas de manijas. Algunas son giratorias, es decir, es necesario girarlas para poder accionarlas. Otras son fijas, y apenas es preciso tirar. Finalmente, existen las que precisan ser forzadas hacia abajo para abrir. Los materiales habituales para la fabricación de manijas son el latón, bronce, aluminio, zamak, hierro y otras aleaciones de metales comunes.
- Manilla o manija: Es el mecanismo que sirve para abrir una puerta. Por lo tanto necesita algún tipo de mecanismo de fijación de la puerta o picaporte para que esta no se abra a menos que accionemos la palanca de la manilla. La manilla tiene algún tipo de giro. Puede ser de accionamiento manual o electrónica.   Manija: Es como se denomina manilla en español latinoamericano. Hay 3 tipos de manilla: 
  - Manilla con placa: La placa es un trozo de chapa metálico de forma alargada rectangular que ayuda a la protección de la puerta del roce del uso diario. En medio está situada la  palanca de la manilla.
  - Manilla con roseta: La roseta es una placa decorativa de forma circular o cuadrada. Es más pequeña que la placa.  No protege del roce.
  - Perilla: Manilla con giro en forma de pera que permite abrir y cerrar una puerta o ventana.  Es típica de puertas o ventanas de paso abatibles.  Manija: Es como se denomina manilla en español latinoamericano.
- Tirador: Elemento prominente anclado a una puerta, que facilita atraerla y empujarla para su apertura y cierre. El tirador no tiene ningún mecanismo que debamos accionar, es decir, no tiene giro sobre su propio eje para accionar el picaporte.  Hay 5 tipos de tiradores: 
  - Pomo: Tirador que se sujeta a la puerta en un punto. Suele ser esférica u oval.
  - Asa: Tirador que se sujeta a la puerta por 2 puntos. Tiene un espacio en medio donde introducir los dedos de una sola mano.
  - Manillón: Se sujeta a la puerta por 2 puntos. Tiene un espacio en medio donde deben caber como mínimo las dos manos. Es igual que la asa, pero más larga. Es típica de puertas correderas o cajones.
  - Tirador superficial: Tirador con una superficie que está en contacto con la puerta. No tiene un agujero en medio donde traspasar los dedos, solo un espacio donde introducirlos.
  - Tirador inverso: Es un tirador de aluminio que se instala en el canto superior del frente y está provisto de una pestaña inclinada hacia abajo.
- Uñero: Consideraremos al uñero como el sistema de apertura en la que tiramos de la propia puerta para abrirla. Es frecuente en los muebles de cocina. En este sistema no hay ningún objeto anclado en la puerta sino que nos servimos de la propia puerta para abrirla y cerrarla. Hay 8 tipos de uñero: 
  - De gola: Es un perfil gola de acero fijo al armario, donde se apoya la puerta y deja el espacio suficiente para introducir las manos y tirar de ella.  Hay dos tipos: Gola “L” y gola “C”. La gola “C” necesita como mínimo dos puertas, una superior y otra inferior porque va situada en medio.
  - Lineal: La manecilla va integrada en el canto de la puerta. Permite un diseño limpio y no requiere elementos ni medidas especiales. Normalmente tiene forma de “J”. Puede ser metálico o la propia puerta con esta forma.
  - De bisel: Éste sistema está concebido para que mediante un bisel a 45° en el canto de la puerta o frente, se haga posible abrir el mueble sin dificultad.
  - De hendidura: Consiste en una pequeña hendidura en la puerta. Sería una agujero sin que este traspase la puerta. Es típico de puertas correderas.
  - De agujero: Es un agujero que se realiza en la puerta de manera que nos permite introducir los dedos para poder abrir la puerta. En el agujero hay una superficie a su alrededor.
  - De corte: Es un corte que se realiza en un lateral de la puerta de manera que nos permite introducir los dedos para poder abrir la puerta. En este caso no hay una superficie a su alrededor.
  - Pulsador: Con solo pulsar levemente la puerta, el sistema se acciona y la puerta se abre un poco de manera que podamos introducir la mano para abrirla completamente.
  - De extensión: La puerta sobresale por abajo de manera que podamos cogerla y abrirla. Solo sirve para muebles altos y para las puertas de las filas de abajo.
- Manecilla electrónica: Es un sistema de apertura en el que ni siquiera tocamos la puerta.   Es la versión más tecnológica de un tirador. Para abrir un armario se instala un pulsador electrónico que puede ser accionado de dos formas distintas. Desde un botón en el propio armario de la cocina o desde un mando a distancia o incluso desde el smartphone.  Un ejemplo sería una puerta de garaje donde el motor y el mando serían la manecilla electrónica.